# Romain Saladini
Romain Saladini (ur. 10 października 1986 w Bron) – francuski kolarz górski, trzykrotny medalista mistrzostw świata i dwukrotny medalista mistrzostw Europy.

## Kariera
Pierwszy sukces w karierze Romain Saladini osiągnął w 2004 roku, kiedy zwyciężył w downhillu juniorów podczas mistrzostw świata w Les Gets. W 2007 roku zdobył srebrny medal w four-crossie podczas mistrzostw świata w Fort William. W zawodach tych wyprzedził go jedynie Amerykanin Brian Lopes, a trzecie miejsce zajął Holender Jurg Meijer. Wynik ten Francuz powtórzył na rozgrywanych dwa lata później mistrzostwach świata w Canberze. Tym razem lepszy był tylko Jared Graves z Australii. Ponadto w sezonie 2011 Pucharu Świata w kolarstwie górskim zajął trzecie miejsce w klasyfikacji generalnej four-crossu, za Jaredem Gravesem i Holendrem Joostem Wichmanem. Ponadto zdobył dwa srebrne medale na mistrzostwach Europy: w downhillu (Limosano 2007) oraz w four-crossie (St. Wendel 2008). Nie brał udziału w igrzyskach olimpijskich.